# Karin Sorge
Karin Sorge ist eine ehemalige deutsche Handballspielerin.

## Werdegang
Sorge spielte bei Empor Rostock in der Deutschen Demokratischen Republik. 1965 gelangte sie in die Bundesrepublik Deutschland.
Die 1,81 Meter große Sorge wurde mit Union 03 Altona 1968 deutsche Meisterin. Sie wurde sowohl als Torhüterin als auch als Feldspielerin eingesetzt. 1969 erreichte sie mit Union wieder das Endspiel um die deutsche Meisterschaft, dieses wurde aber nach zweimaliger Verlängerung verloren. Nach dem Gewinn ihres zweiten deutschen Meistertitels mit Union im Jahr 1972 beendete Sorge ihre Laufbahn.